# Żelazna Kolumna
Żelazna Kolumna – starożytna kolumna położona w kompleksie Kutb w Delhi, słynna ze swojej wyjątkowej odporności na rdzę. Kolumna od ponad 1600 lat opiera się korozji.

## Charakterystyka
Kolumna mierzy 7,21 metra, z czego 1,12 m znajduje się pod ziemią, a zdobione zwieńczenie o lekko bulwiastym kształcie ma 1,07 m wysokości. Średnica jej dolnej części wynosi 420 mm, a górnej 306 mm. Szacuje się, że kolumna waży ponad 6 ton. Dawniej na jej szczycie znajdował się także posąg Garudy – człowiekoptaka, rumaka boga Wisznu.
Kolumna stoi na małym kamiennym podwyższeniu i jest ogrodzona żelaznym płotkiem, który postawiono w celu ochrony przed turystami w 1997 roku. Kolumnę ogrodzono, bowiem według popularnej tradycji, aby mieć szczęście należy stanąć do kolumny tyłem i skrzyżować z tyłu ręce. Zwyczaj ten był często praktykowany przez odwiedzających i prowadził do znaczących zmian oraz widocznych odbarwień w niższych partiach filaru.

## Pierwotna lokalizacja
Kolumna powstała między 402 i 415 r. n.e., ale jej pierwotna lokalizacja nie jest do końca znana. Wiadomo, że później została ona przeniesiona jako trofeum na teren meczetu Kuwwat ul-Islam. Doktor R. Balasubramaniam z Indian Institute of Technology w Kanpurze, który przeprowadził badania metalurgiczne oraz ikonograficzne sugeruje, że pierwotnie znajdowała się ona przy świątyni w pobliżu jaskiń Udayagiri niedaleko miasta Vidisa. Wniosek ten oparł częściowo na inskrypcji, w której jest wzmianka o Viṣṇupadagiri (wzgórze z odciskiem stopy Wisznu). Jego konkluzję poparł i rozwinął Michael Willis w książce Archaeology of Hindu Ritual, w której napisał, że miejsce to było mocno związane z Ćandraguptą oraz kultem Wisznu w czasach dynastii Guptów. Ponadto w XIII wieku król Delhi, Iltutmish, zaatakował i złupił Vidisę, więc mógł również przenieść kolumnę do Delhi jako trofeum.

## Inskrypcje

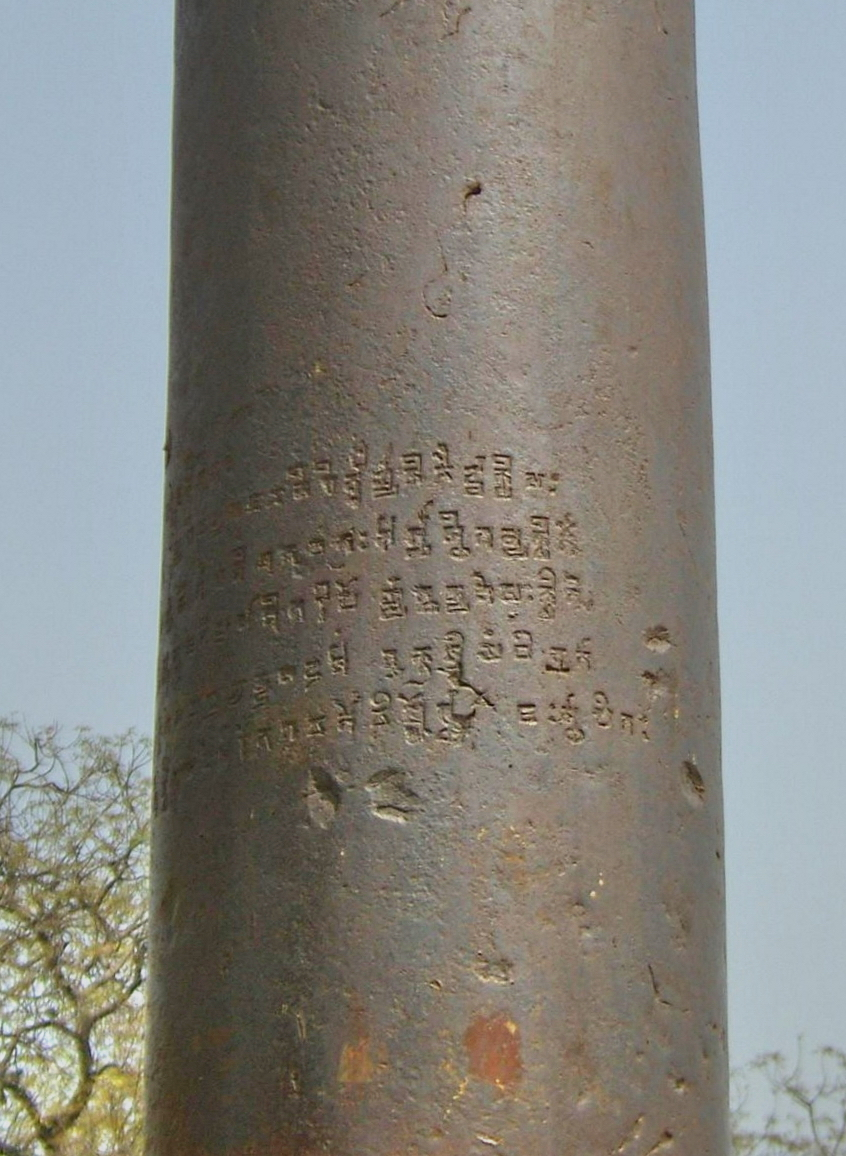
Inskrypcja związana z królem Ćandraguptą II

Kolumna pokryta jest kilkoma inskrypcja zawierającymi różne daty. Najstarszy tekst napisany jest w sanskrycie i pochodzi z czasów dynastii Guptów. Inskrypcja głosi, że kolumna została wzniesiona przez króla Kumaraguptę I na cześć boga Wisznu. Sławi również dzielność i cechy króla zwanego Candra, którego identyfikuje się z królem Guptów, Ćandraguptą II.
W 1903 roku na pobliskim budynku Pandit Banke Rai powiesił tabliczkę z tłumaczeniem inskrypcji. Później jego interpretacja została poprawiona, w wyniku najświeższych badań tekstu.
Jedna z późniejszych inskrypcji z datą 1052 wspomina o królu Tomary Anangpalu II. To sugeruje, że kolumna została ustawiona w obecnym miejscu przez Vigraha Rāja, króla Tomary.

## Naukowe analizy

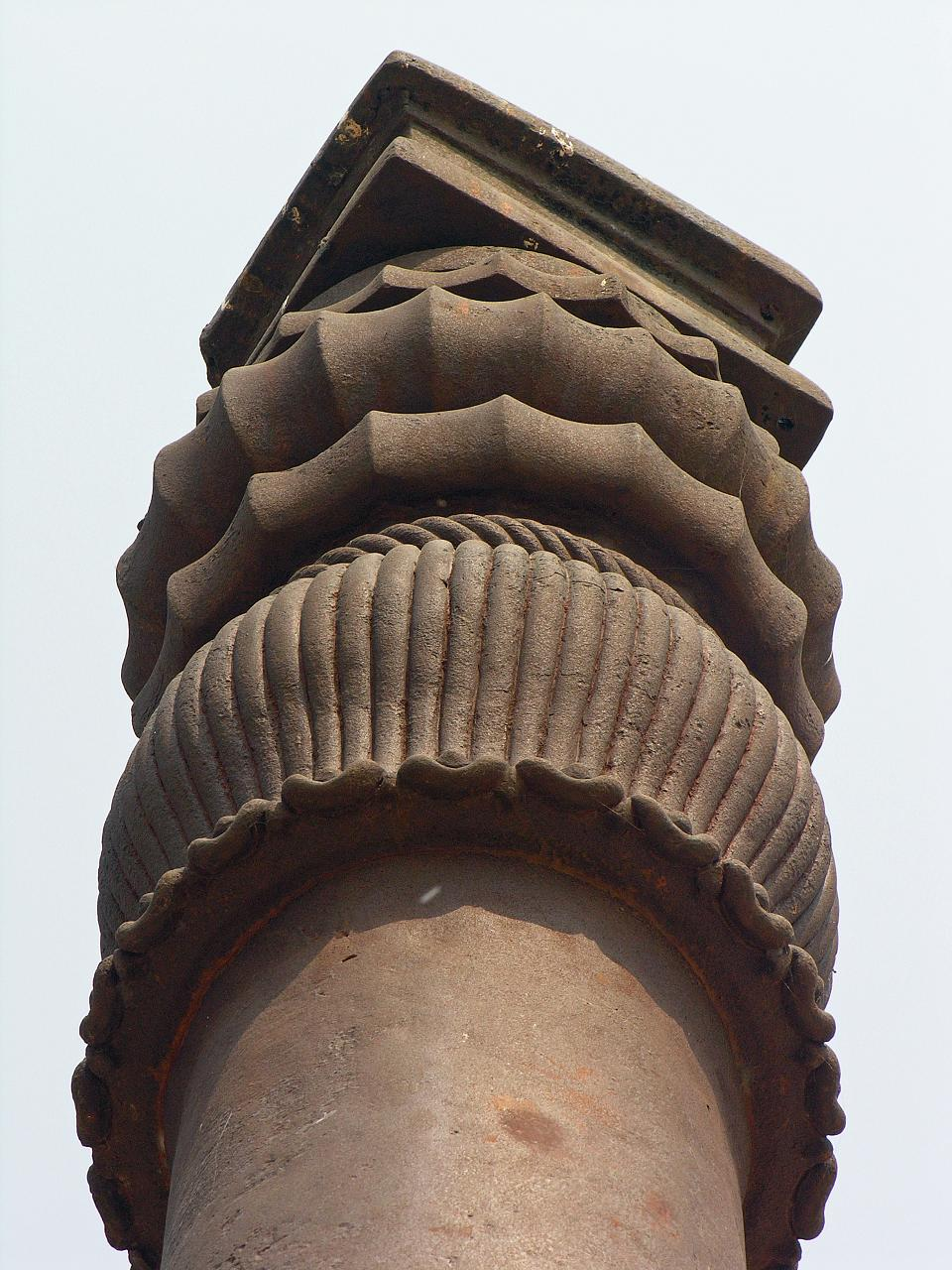
Zwieńczenie kolumny

Badacze przez długi czas usiłowali rozwikłać zagadkę powstania kolumny oraz jej niezwykłych właściwości. Starożytni Hindusi słynęli z doskonale rozwiniętej metalurgii, o czym świadczą chociażby wysyłane do Damaszku sztaby żelaza, z których wytwarzano stal damasceńską, ale opanowanie produkcji stali nierdzewnej było bardzo trudne, jak na owe czasy. Technologia zdolna roztopić rudę żelaza do stanu płynnego pojawiła się dopiero w XVIII wieku, więc indyjscy metalurdzy musieliby opanować ją już kilkaset lat wcześniej.
Niełatwo było wyjaśnić dlaczego kolumna wykazuje tak dużą odporność na korozję, w związku z czym pojawiło się bardzo wiele różnych teorii. Część badaczy przypisywała to łagodnemu, suchemu klimatowi, który stworzył specyficzne warunki niesprzyjające rdzy. Inni wskazywali na materiał z jakiego ją wykonano oraz sposób jej obróbki. Dopiero badania powierzchni kolumny oraz nowoczesne techniki analityczne dr R. Balasubramaniama pomogły w ustaleniu, że za jej wyjątkową odporność na korozję odpowiada wysoki poziom fosforu w metalu, który pełni rolę katalizatora podczas powstawania cienkiej i zwartej warstwy rdzy o grubości 1/20 mm chroniącej metal przed czynnikami zewnętrznymi. Sam filar został wykonany z kutego żelaza o 98-procentowej czystości. Ponieważ w owym czasie nie znano technik pozwalających na wytop żelaza, wytwarzano je poprzez prażenie razem z węglem drzewnym w temperaturze 1300 °C. W ten sposób otrzymywano zanieczyszczone żużlem i węglem metaliczne łupki, które następnie przekuwano, by je oczyścić. Niewielka ilość zanieczyszczeń zawsze jednak pozostaje w metalu, co sprzyja pasywacji żelaza zawierającego fosfor. Wykonana w ten sposób kolumna uległa w początkowej fazie korozji i pokryła się cieniutką warstwą rdzy zawierającej tlenki żelaza, hydroksytlenki oraz niewielkie ilości uwodnionego fosforanu żelaza, które równomiernie pokryły cały filar warstwą ochronną i powstrzymały dalsze procesy korozyjne.